# Chiesa di San Domenico (Spoleto)
La chiesa dei Santi Domenico e Francesco, più conosciuta come chiesa di San Domenico, si trova a Spoleto, sull'omonima piazza, nei pressi di Palazzo Collicola. Un tempo faceva parte della vaita Salamonesca.

## Storia

### La chiesa
Venne eretta in sobrio stile gotico lentamente a metà del XIII secolo in luogo di una preesistente cappella dedicata al Salvatore, attorno alla quale venne edificato il primo convento domenicano.

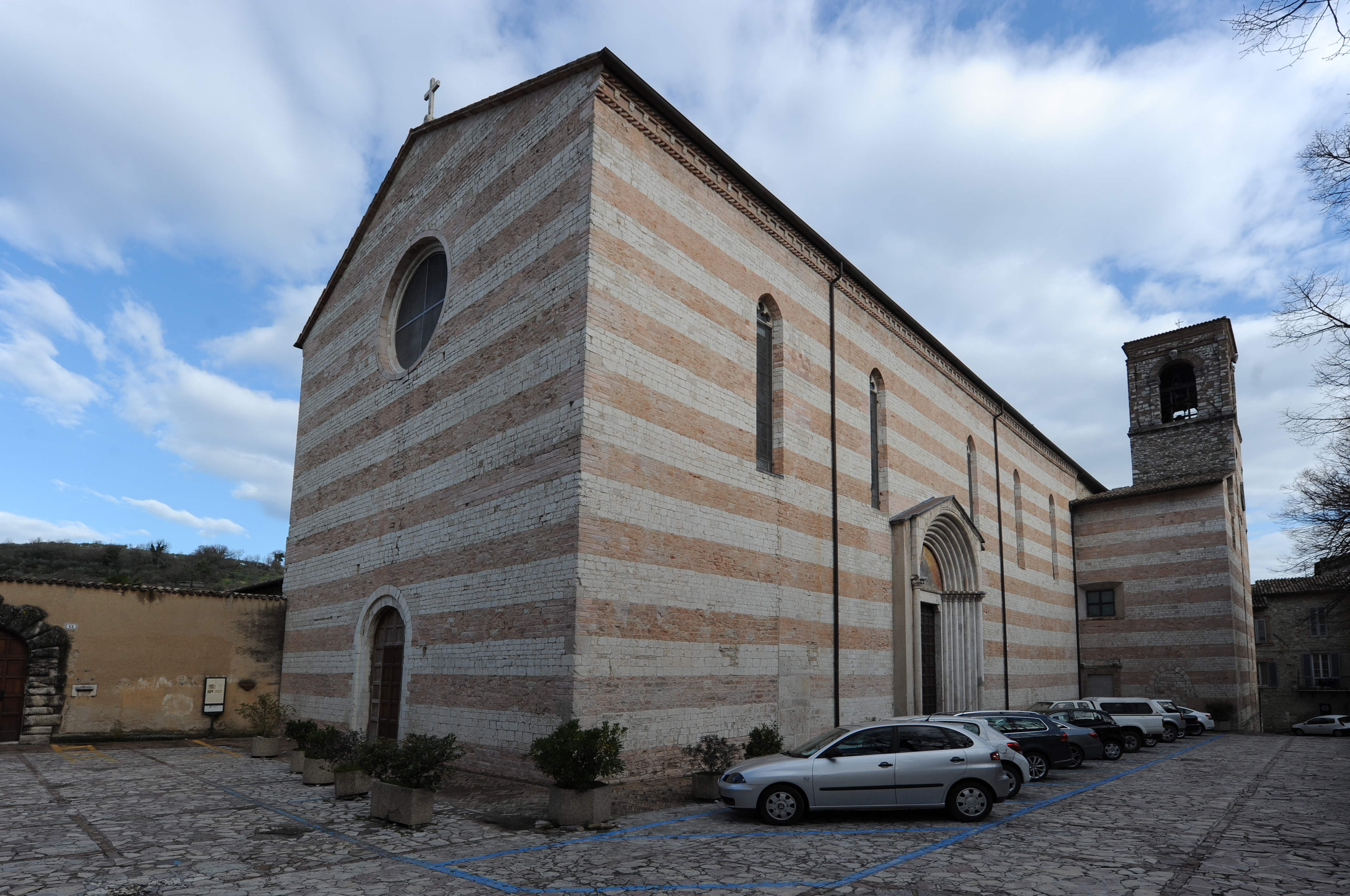
Esterno

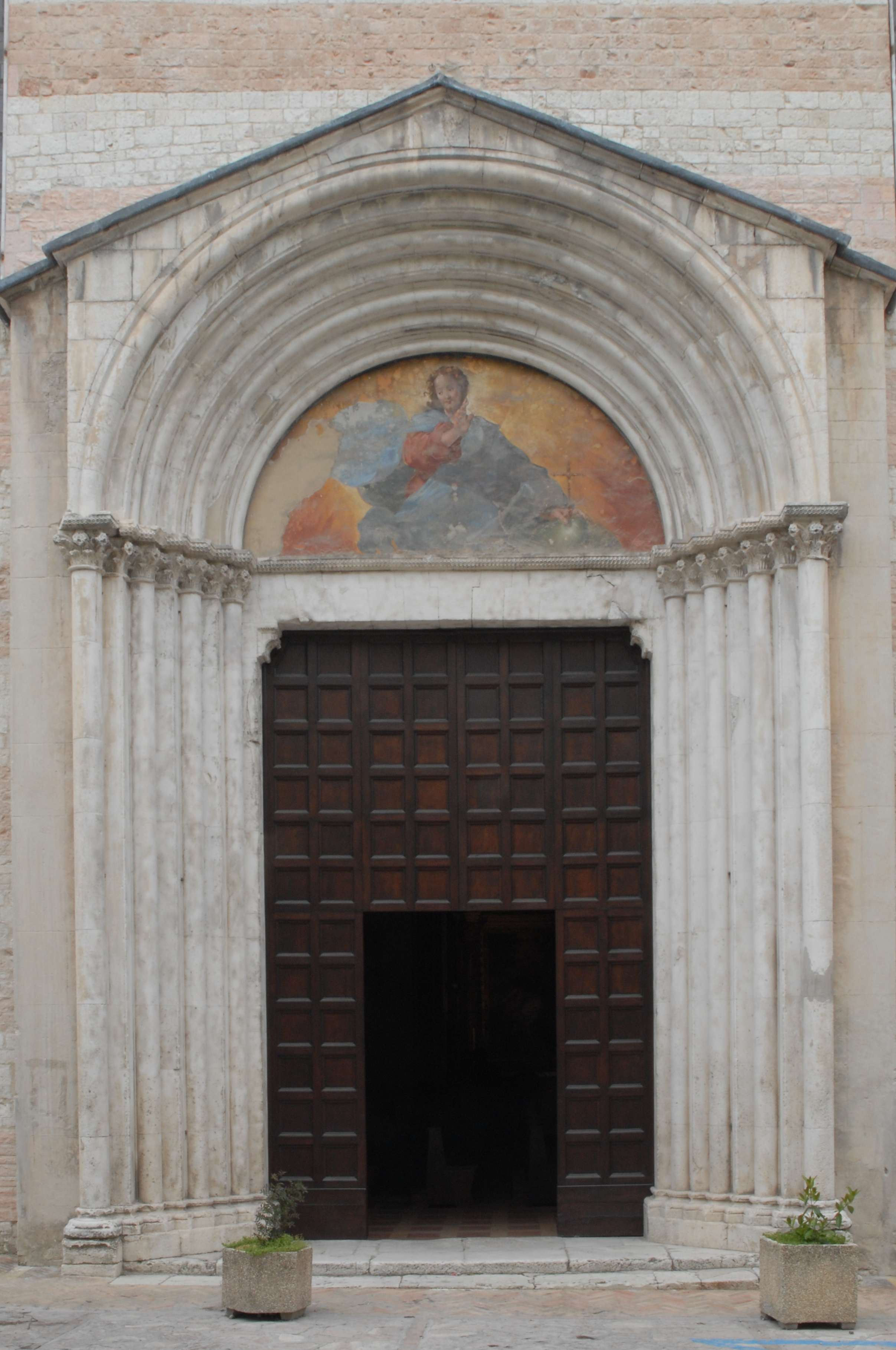
Portale laterale

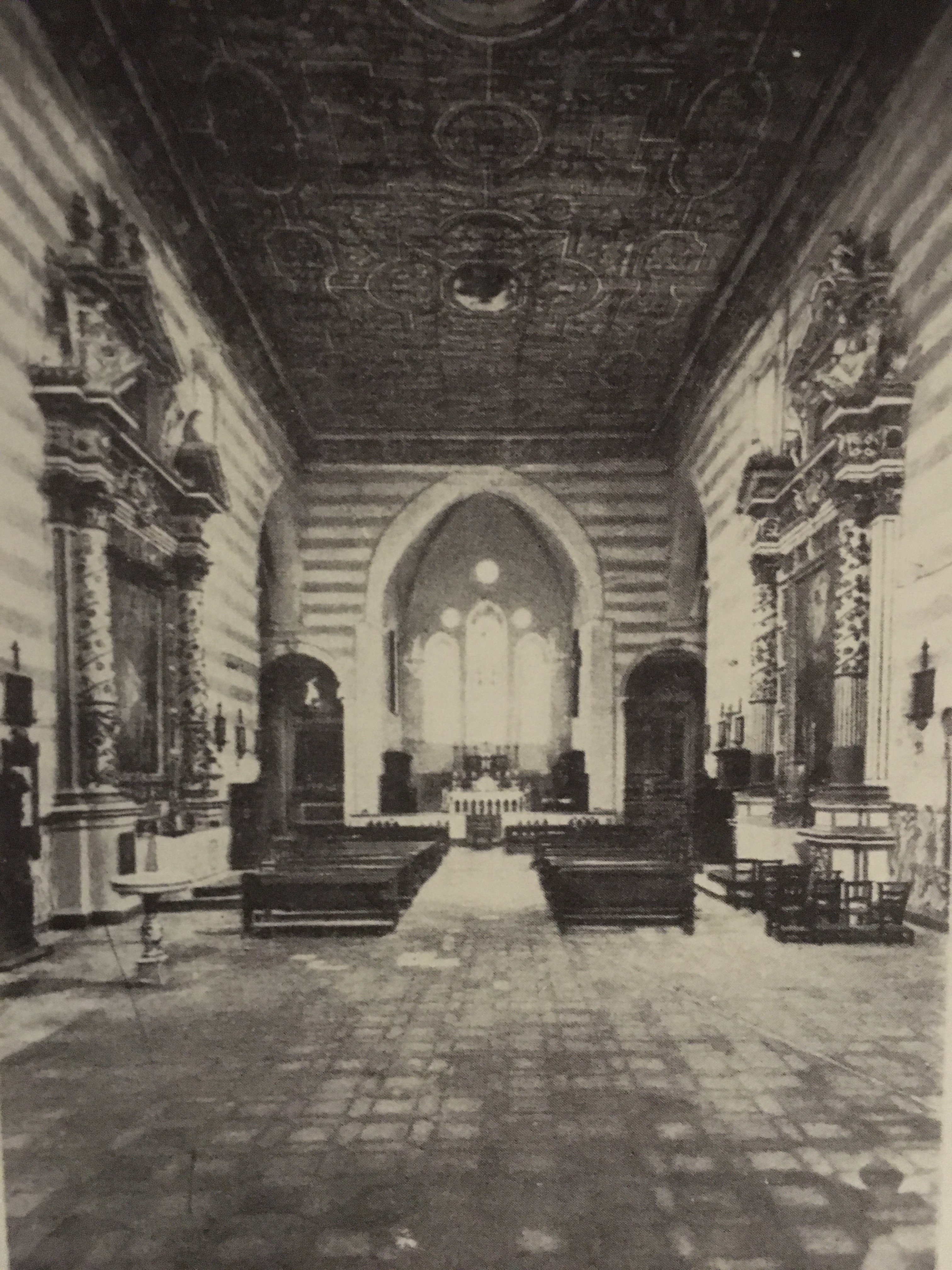
L'interno prima del 1934

Nel 1248 la cappella ed altri locali adiacenti appartenenti ai monaci di San Pietro di Ferentillo, furono concessi ad un gruppo di frati domenicani che da tempo chiedevano di stabilirsi a Spoleto. Il loro insediamento venne accordato dal cardinal Raniero Capocci su pressione degli spoletini e di illustri domenicani, quali il beato Giacomo Bianconi da Bevagna e il frate Pietro da Verona.
Grazie alle donazioni dei cittadini, nel 1248 iniziò la costruzione della nuova chiesa di San Salvatore; i lavori si protrassero fino al 1259, anno a cui risalgono alcune indulgenze concesse da papa Alessandro IV in occasione delle feste di San Domenico, di San Pietro martire e nel giorno della dedicazione.
Tra il 1285 e il 1290 la diocesi venne governata dal primo arcivescovo domenicano, Paperone de' Paperoni.
Verso la metà del seicento la chiesa subì importanti trasformazioni in stile barocco: gli affreschi furono coperti da un intonaco che ripeteva le fasce bianche e rosa evidenti all'esterno; venne realizzato un soffitto ligneo molto ornato e furono eretti quattro monumentali altari in stucco addossati alle pareti.
L'edificio rimase tale nei secoli a venire, fino a quando nel 1916 ai domenicani subentrarono i Frati Minori che promossero lavori di ripristino, sul modello di quelli realizzati ad Assisi nel 1926. Nel 1934 il dignitoso ambiente barocco venne modificato dall'intervento lungo e dispendioso dell'architetto Ugo Tarchi che iniziò a ripristinare le antiche caratteristiche gotiche; furono riaperte le monofore e la trifora absidale, le vetrate furono realizzate su disegno di Giacomo Panetti. Vennero rimossi anche l'organo e la cantoria.
Il ripristino proseguì nel decennio postbellico: fu demolito il soffitto seicentesco e restaurato quello a capriate; furono rimossi gli altari barocchi, riaperte le antiche finestre gotiche e quella circolare sulla facciata.
All'inizio del secolo scorso vennero piantati nove tigli davanti all'ingresso laterale, tuttora presenti.
L'edificio rimase inalterato per molti anni fino al terremoto umbro-marchigiano del 1997 che danneggiò fortemente il complesso conventuale, tanto da rendere necessari lavori di consolidamento generale e il rifacimento delle coperture fra il 2000 e il 2002.
Nel corso dei lavori di restauro, eseguiti anche in anni recenti (fino al 2005), sono riemersi interessanti affreschi in gran parte del XIV e XV secolo appartenenti ad una importante corrente pittorica dell'Umbria meridionale.
Nel 2006 la ristrutturazione ha interessato anche le luci interne della chiesa: è stato realizzato un progetto illuminotecnico, volto a valorizzare le opere d'arte e a favorire il comfort visivo.
La chiesa ha svolto funzioni parrocchiali dal 1920 al 2003.

### Il convento
Nel 1288 l'edificio conventuale venne ulteriormente completato e acquistò notevole importanza, tanto che nel 1291 vi fu celebrato un Capitolo provinciale. Al suo interno vennero istituiti uno studium in partibus e alcuni anni più tardi uno studium philosophiae.
Fra il 1319 e il 1322 i domenicani di Spoleto, insieme ad altri cittadini umbri, si opposero al governo papale.

Altre notizie sul convento sono riportate da Achille Sansi nella sua Storia del comune di Spoleto: 
(Achille Sansi)
Nel febbraio del 1798 i religiosi furono ristretti in una piccola area del convento, il resto venne destinato all'accoglienza delle truppe francesi che avevano costretto l'esercito pontificio alla ritirata; stessa ospitalità fu richiesta alla Rocca e ai conventi di San Simone e San Luca.
Divenne quindi sede dell'Istituto di studi del compartimento del Clitunno, di cui Spoleto era capitale, e comprendeva parte delle facoltà universitarie mediche, legali e teologiche. Durò poco tempo; pur continuando ad essere chiamata "università", in seguito propose prevalentemente studi elementari e tecnici.

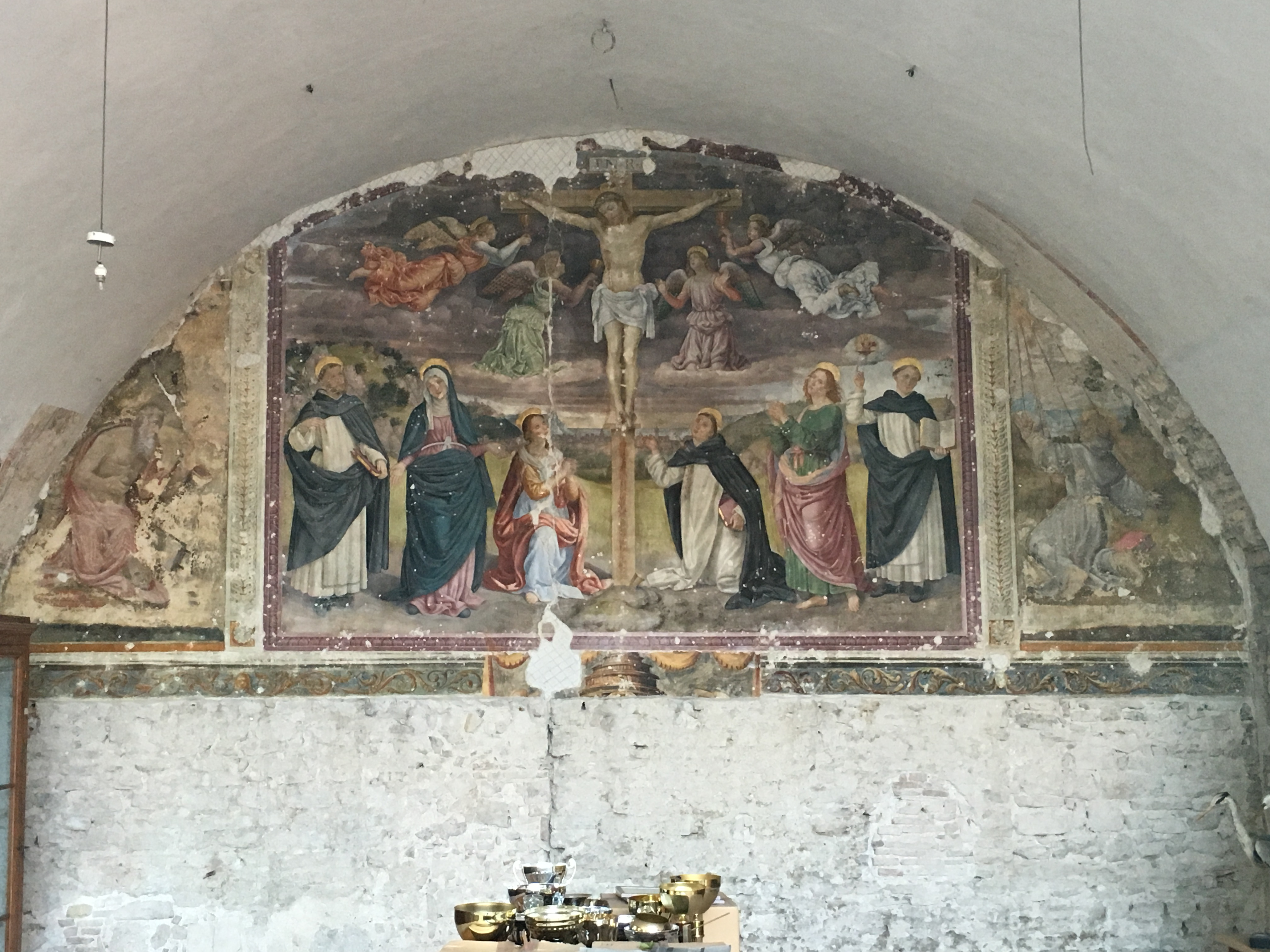
Affresco attribuito a Lo Spagna

Diventato di proprietà comunale nel 1862 l'edificio divenne sede del tribunale cittadino, mentre altri locali furono adibiti ad alloggi militari. Dal 1870 in poi ospitò vari istituti scolastici fra cui il Regio Istituto Tecnico; l'ex oratorio della confraternita di San Pietro Martire, usato a lungo come aula scolastica, conserva un grande affresco del XVI secolo attribuito a Lo Spagna rappresentante la Crocefissione con quattro angeli, San Domenico, la Vergine, la Maddalena e i santi Pietro Martire, Giovanni e Vincenzo Ferrer. Nei sotterranei del convento il Sant'Uffizio installò le sue carceri; nelle celle prive di finestre, oggi utilizzate per mostre e installazioni, sono ancora visibili alcuni graffiti, tracce del passaggio dei prigionieri. Dal 1909 e fino al 1925 fu sede del Circolo della gioventù cattolica.
La porzione di fabbricato rimasta ai domenicani fu da loro abbandonata nel 1915; l'anno seguente vi giunsero i frati minori della Provincia Serafica di Santa Chiara che ebbero, tra l'altro, la cura spirituale del Monastero delle Clarisse di Sant'Omobono del Palazzo. I frati restarono fino al 2004, dopo di che il convento venne chiuso. Dal 1997 è sede dell'Istituto Statale d’Arte “Leoncillo Leonardi”.
Sul muro del convento si può vedere il Monumento agli studenti spoletini caduti nella prima guerra mondiale, realizzato nel 1919 dallo scultore Siro Storelli (1890-1966).

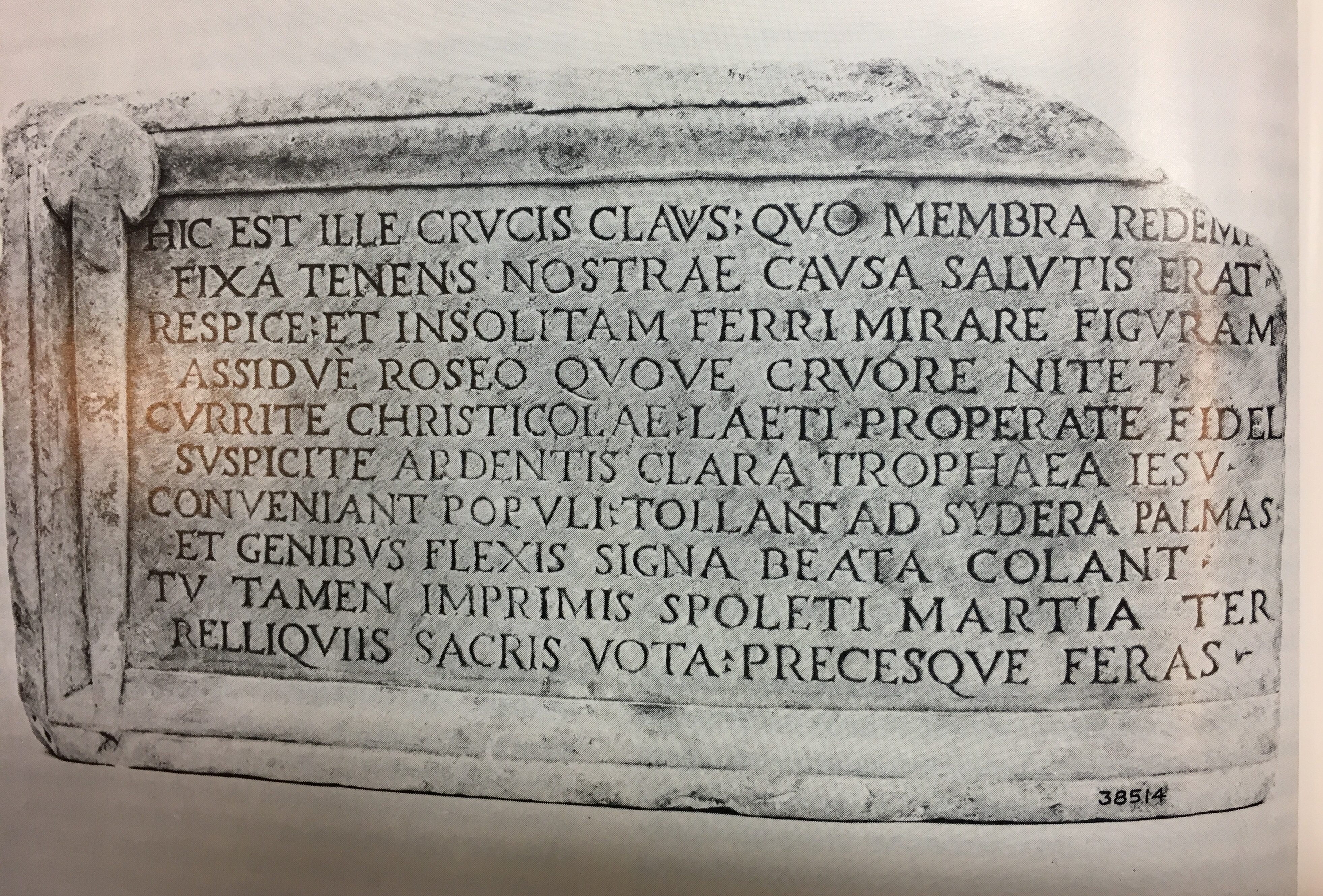
Iscrizione quattrocentesca relativa al Santo Chiodo

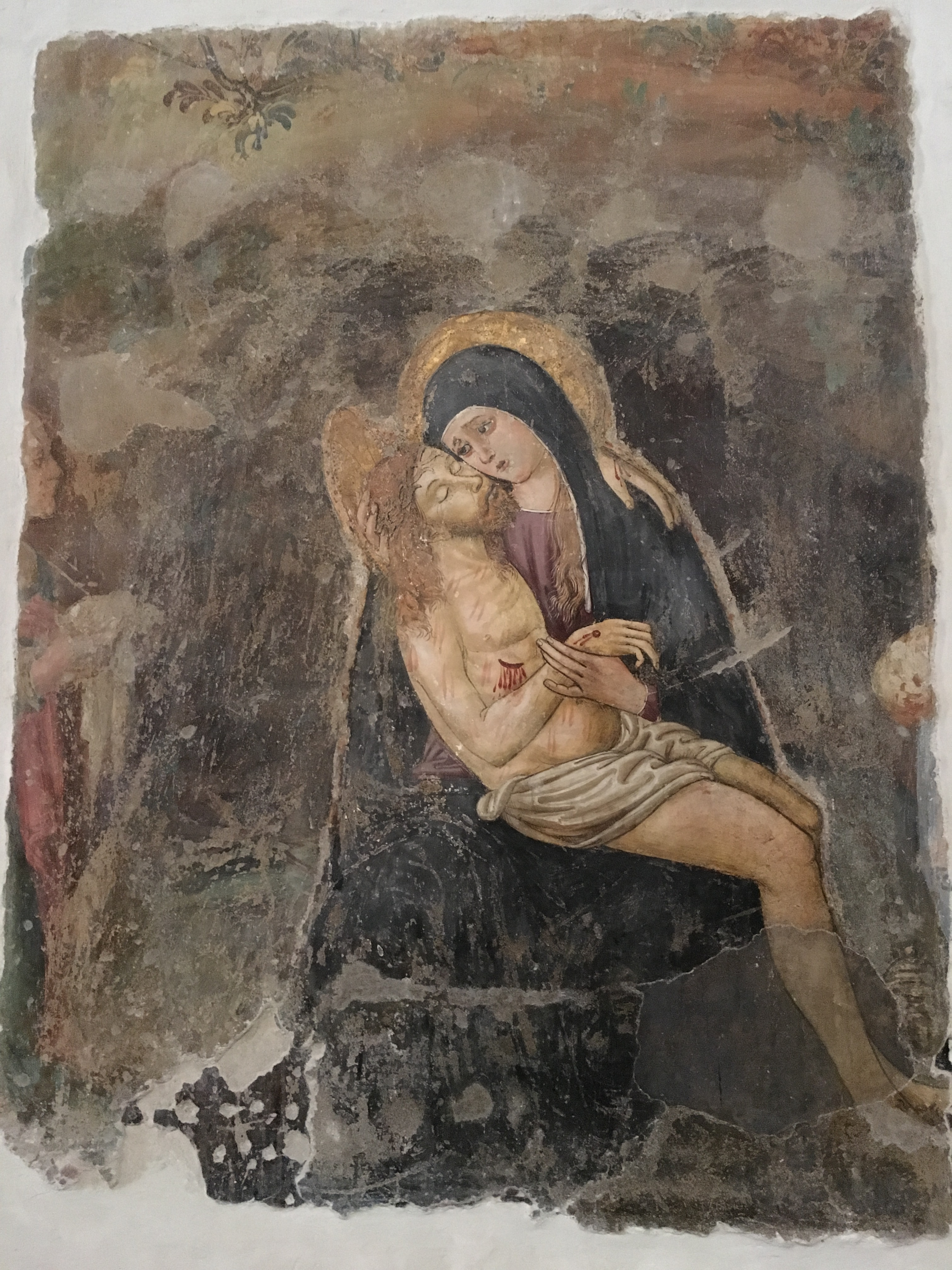
Pietà di anonimo quattrocentesco

### Il Sacro chiodo
Secondo una tradizione locale, uno dei chiodi che trafissero Gesù Cristo sulla croce è conservato sull'altare della Cappella Benedetti di Montevecchio, sulla sinistra dell'altare maggiore. La devozione risale al XV secolo quando Sant'Elena, tornando dalla Terra santa dove era andata in cerca di reliquie della Passione, gettò nel mare Adriatico un chiodo della Croce per sedare le acque in tempesta. Sarebbe poi stato ritrovato sulla spiaggia e portato a Spoleto da un santo eremita di Monteluco nel 1464. Dopo la sua morte il chiodo finì per incuria tra i ferri vecchi di un fabbro, che presto si accorse di vari segni prodigiosi da esso manifestati; convinto della sua sacralità, lo regalò ai domenicani residenti davanti alla sua fucina. Più tardi, nel 1591, il chiodo manifestò capacità risanatrici, nel liberare da sofferenze fisiche il papa Gregorio XIV, ospite del convento. Divenne così oggetto di grande venerazione. Questa leggenda è riportata in uno scritto del 1644 di Pietro Martire Frosciante, un domenicano di Spoleto, e conservato nella Biblioteca vaticana. Lungo 23 cm., a sezione quadrangolare, con la punta arrotondata, è rimasto nei secoli oggetto di grande devozione a Spoleto, viene esposto il venerdì santo e il 3 maggio in un tabernacolo d'argento e cristallo del 1728.

## Descrizione

### Esterno
L'esterno si presenta a fasce sovrapposte di conci bianchi e rosa, effetto simile a quello evidente in altre chiese umbre come la chiesa di Santa Chiara in Assisi e quella di Santa Prassede a Todi.
La semplice facciata a due spioventi appare incompiuta, mancano infatti quei consueti ornamenti del rosone e del portale. Sul fianco destro dell'edificio si apre un secondo portale molto più elegante e rifinito, "somigliante a quello della chiesa di San Nicolò, ma di meno squisito lavoro". È caratterizzato da motivi tipicamente gotici, a sei rincassi a fasci di colonnine sovrastate da piccoli capitelli; nella lunetta, affrescata dal perugino Perino Cesarei, si scorge l'immagine del Cristo benedicente, un affresco firmato e datato 1591, piuttosto malandato; l'ultimo restauro risale al 1966. Presso il transetto sporgente si alza la massiccia torre campanaria coronata da una loggia cinquecentesca.

### Interno

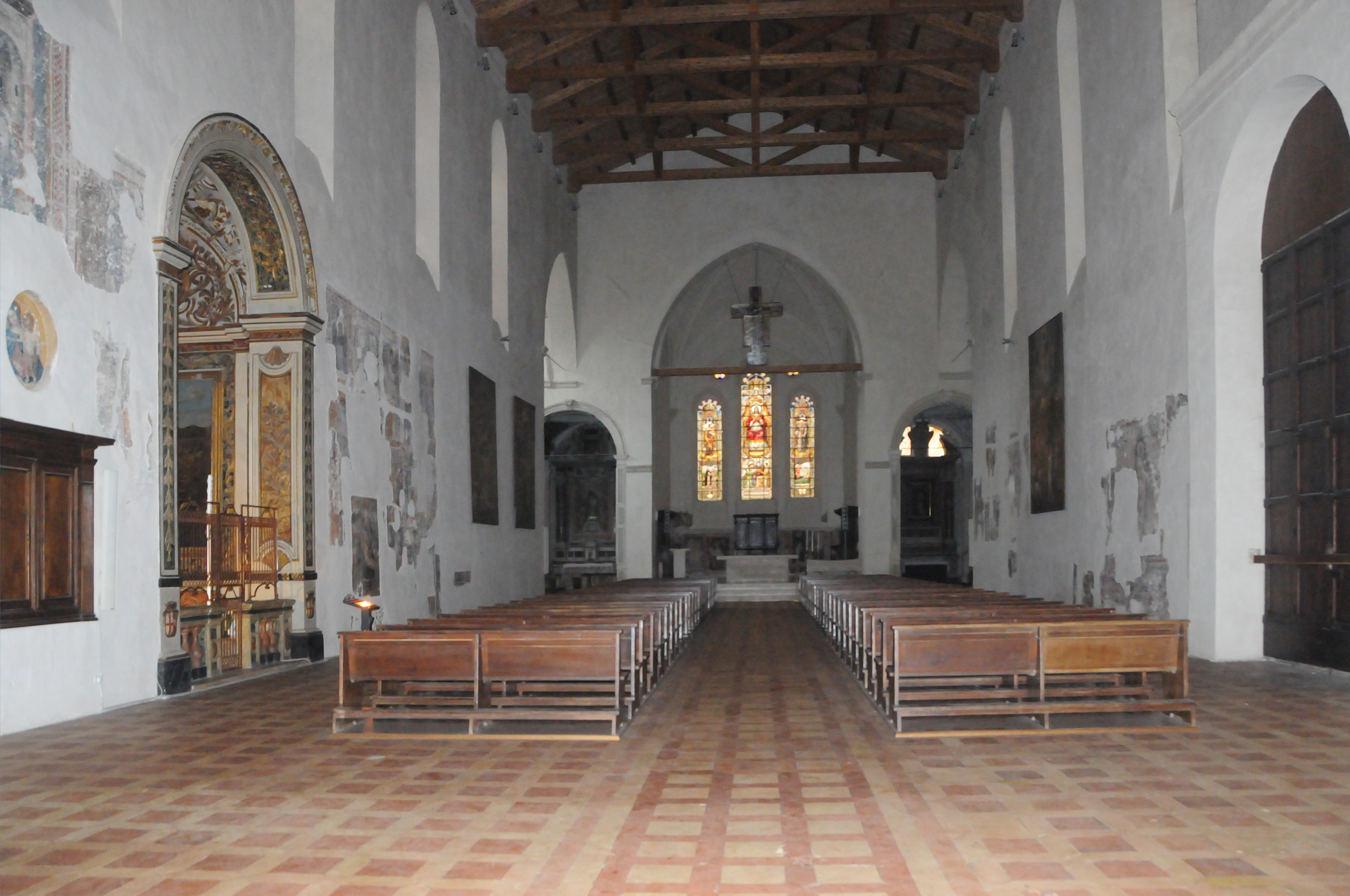
L'interno

L'interno segue lo schema di molte altre chiese domenicane e francescane: una lunga unica navata incrociata da un ampio transetto e conclusa da una tribuna fiancheggiata da cappelle. Le pareti sono decorate con numerosi affreschi di carattere religioso, molti dei quali di autori incerti, databili fra il XIII e il XVI secolo.

#### Parete destra della navata
Entrando a destra c'è un'edicola in pietra cinquecentesca con affresco Madonna con bambino di autore anonimo del secolo XIV, ridipinto nel secolo XVI. Ai lati figure di santi domenicani e francescani. A seguire in una grande nicchia si trova San Tommaso in cattedra, esempio di una corrente pittorica trecentesca fiorita nell'Umbria meridionale.
Andando avanti dopo il portale laterale si può vedere una copia di un celebre dipinto di Raffaello, Trasfigurazione, attribuita al Cavalier d'Arpino. Dopo ulteriori frammenti di affreschi, si giunge al lato destro del transetto.

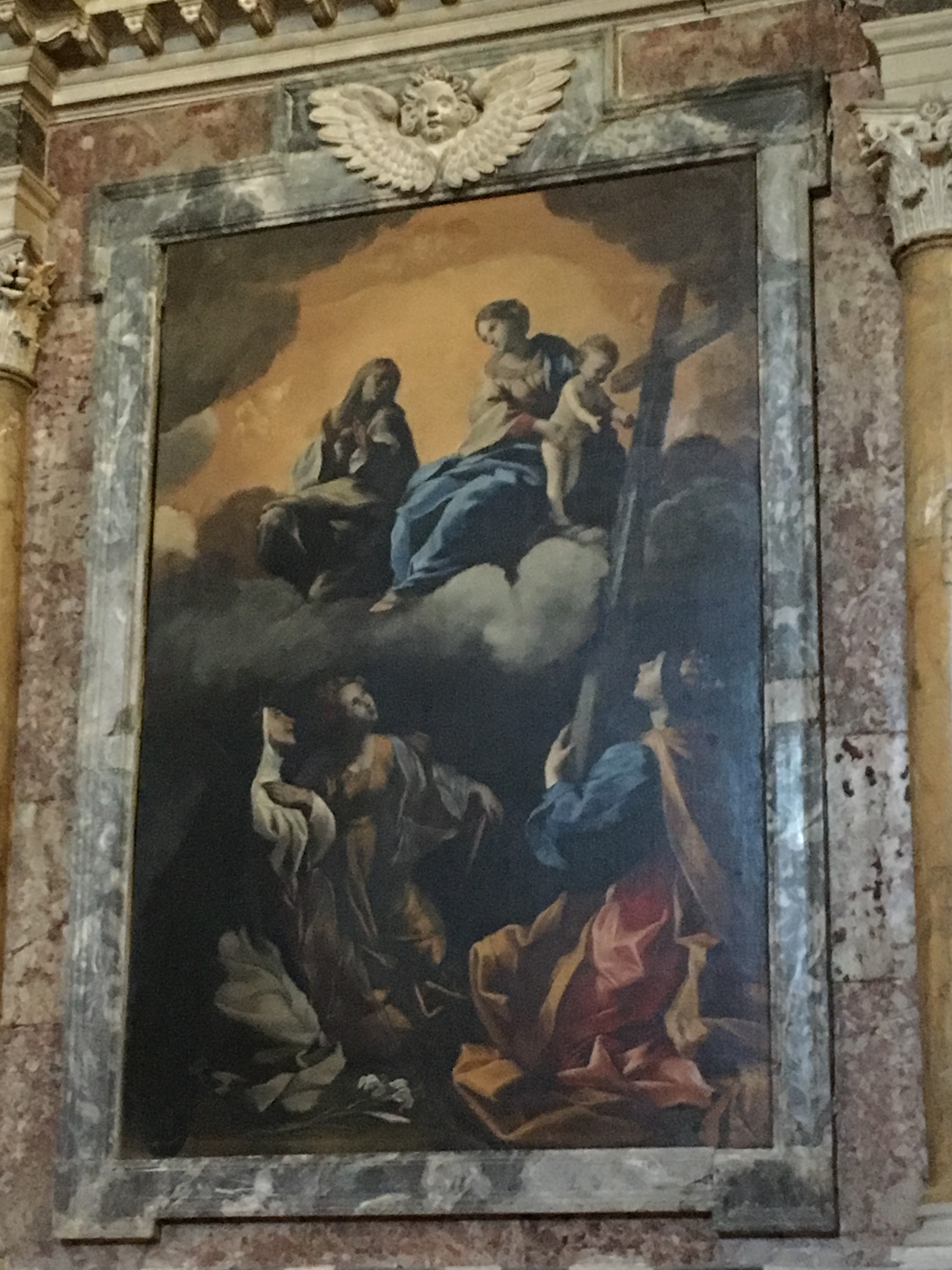
Madonna con Bambino e sante di Giovanni Lanfranco

#### Transetto, lato destro
Sulla parete a destra, in una grande nicchia, è un affresco con la Madonna col bambino di anonimo. Al centro è un bell'altare marmoreo, eretto intorno al 1630 dalla famiglia Sansi o dalla famiglia Transerici, che alloggia una pala d'altare di Giovanni Lanfranco raffigurante la Madonna col Bambino e Sant'Anna con le Sante Caterina da Siena, Caterina d'Alessandria e Elena. Nel timpano è il Padre Eterno benedicente. La tela, firmata sul bordo del manto di Sant'Elena, è databile tra 1633 e 1634 circa e mostra i tipici elementi del pittore: l'innovativa libertà del comporre, la mobilità della luce, la retorica gestuale e l'espressività emozionata dei personaggi. Il dipinto documenta la ripresa della vita culturale e religiosa del Seicento spoletino, avvenuta durante il lungo vescovato di Lorenzo Castrucci. Nella parete di sinistra si apre la Cappella della Maddalena.

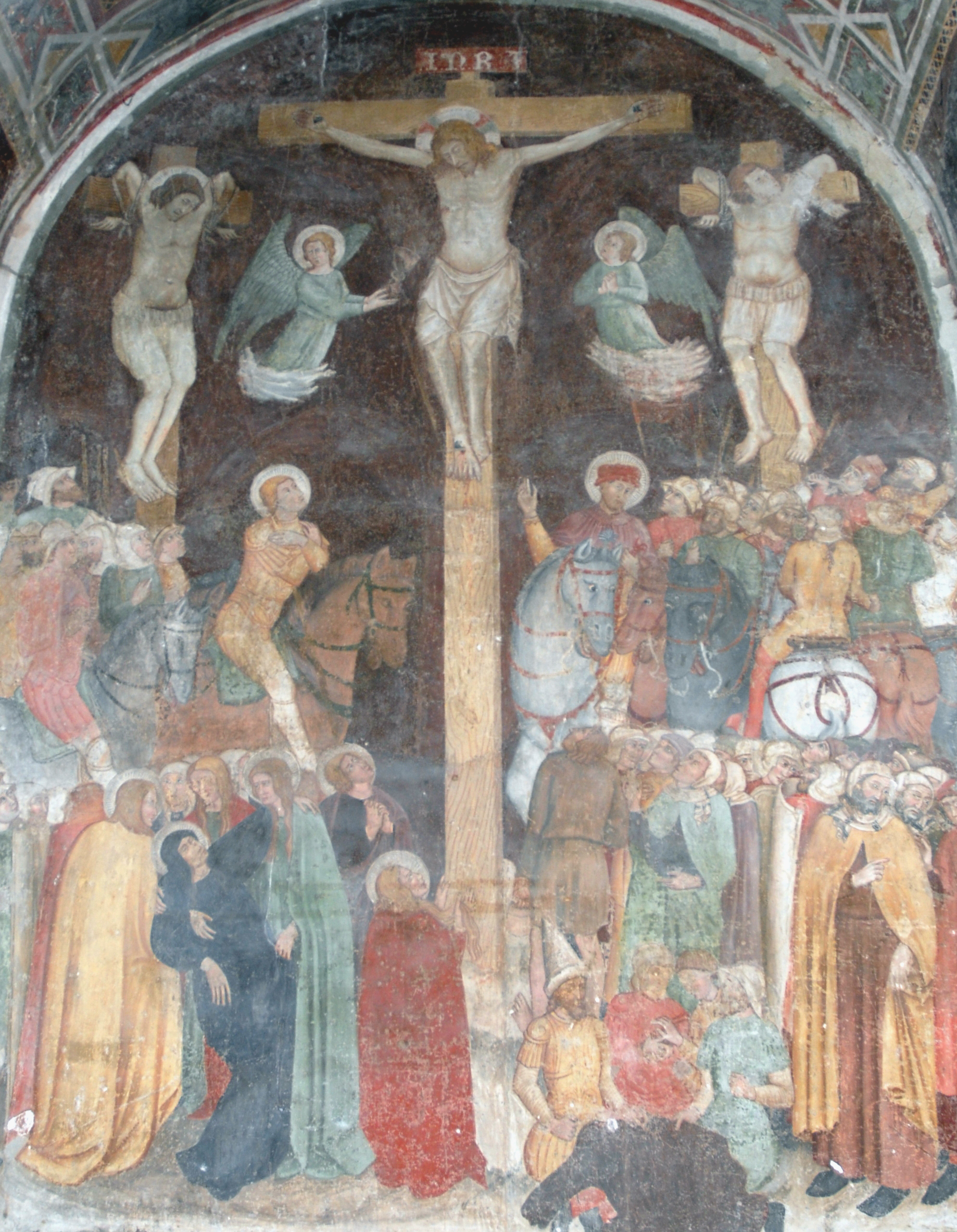
Crocifissione, Cappella della Maddalena

#### Cappella della Maddalena
Venne affrescata all'inizio del quattrocento; alle pareti laterali si distinguono scene della vita di santa Maria Maddalena: il suo approdo a Marsiglia, dove operò la conversione dei regnanti del luogo, secondo la leggenda provenzale Leggenda Aurea di Jacopo da Varazze. Nella volta è dipinta una grande figura di Cristo benedicente con angeli. Nella parete di fondo campeggia una grande Crocefissione, affresco ricco di figure e dettagli: tre croci sulla parte alta, con due angeli che affiancano Gesù; in centro un folto gruppo di personaggi a cavallo, due dei quali ritratti con l'aureola alla maniera dei santi. Più in basso il gruppo delle Pie Donne e San Giovanni Evangelista. L'autore degli affreschi dell'intera Cappella probabilmente è il Maestro dei Calvari, pittore appartenente alla corrente artistica molto attiva nell'Umbria meridionale tra la fine del trecento ed i primi del quattrocento.
Le immagini sono state restaurate nel 1973; quasi tutte si presentano piuttosto deperite.

#### Cappella Collicola
Affiancata alla Cappella della Maddalena si trova la Cappella Collicola, eretta nel XVII secolo, è decorata tutta di fini stucchi; accoglie il monumento sepolcrale e il ritratto di Taddeo Collicola morto nel 1643, medico alla corte di Urbano VIII. L'altare è realizzato con buoni marmi e inquadra una tela con l'immagine di San Domenico; nella parete di sinistra un ovale accoglie una tela col ritratto di San Francesco di Paola.

#### Presbiterio
È leggermente sopraelevato; il muro di fondo è copiosamente affrescato e, appeso sopra l’altare, si trova un trecentesco grande crocifisso ligneo dipinto.
La pavimentazione, l'altare e i seggi sono stati realizzati nel 1970 su disegno di Alberto Zanmatti in sostituzione di una sistemazione anch'essa recente. Sul pavimento dietro l'altare si trova la pietra tombale di padre Bonaventura Marrani (1865 - 1947) che introdusse i frati minori nel convento nel 1916.
Gli affreschi sono così distribuiti: ai lati due figure di santi; nella parete centrale il Redentore benedicente, Madonna con bambino lattante, San Pietro Martire. Seguono San Leonardo e Pietà e angeli, molto deperito. Accanto il resto di un coro ligneo trecentesco. A seguire la Cappella Benedetti di Montevecchio.

#### Cappella Benedetti di Montevecchio
Venne eretta dai duchi di Montevecchio nella seconda metà del seicento al fine di conservarvi il sacro chiodo. Esso è custodito sull'altare in un bel reliquiario d'argento chiuso in una teca dorata, entrambi eseguiti nel 1728 da Ludovico Barchi (Modena 1678 ca.-Roma 1731) e da Giovanni Girolamo Frezza. La cappella, decorata con ricchi marmi, è stata ornata nel 1669 dal maestro stuccatore Giovanni Fontana da Foligno, come riportato da un'iscrizione con firma e data nella cupola. A destra si trova il monumento sepolcrale e il ritratto di Nicola Benedetti, prefetto pontificio nelle Marche morto nel 1668. Precedentemente nella stessa parete vi era murata un'iscrizione quattrocentesca in distici latini che celebrava la sacralità del chiodo, iscrizione poi rinvenuta in Vaticano nella collezione epigrafica del Museo Lateranense. Nella parete di sinistra Cattura di Cristo, tela ad olio datato 1574 e attribuito a Marcantonio dal Forno; gli altri dipinti, realizzati da Liborio Coccetti, illustrano storie relative al Sacro chiodo. Da qui si scende nell'ex chiesa di San Pietro Martire, detta Cripta di San Domenico.

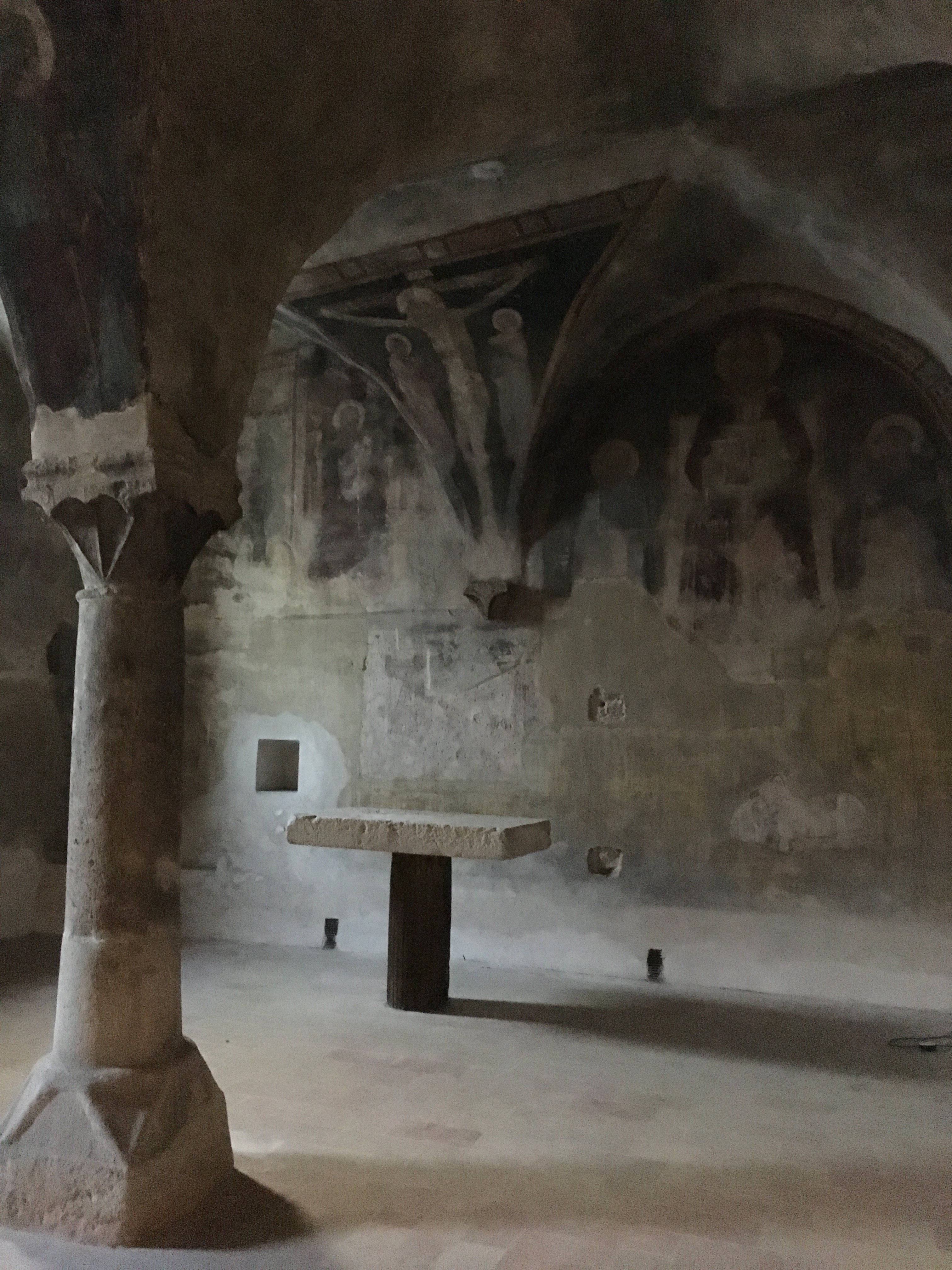
Cripta

#### La cripta
Venne eretta e denominata Chiesa di San Pietro Martire in onore di Pietro da Verona, ucciso dai patarini nel 1252 e canonizzato l'anno successivo con il nome di San Pietro Martire. Il suo culto si diffuse rapidamente tanto che gli spoletini lo elessero compatrono insieme a San Ponziano.
All'interno e nell'attiguo oratorio un tempo si entrava da un'antica porta, ora murata, sul retro della chiesa di San Domenico, accanto alla tribuna. Solo successivamente le due chiese diventarono comunicanti.
È un ambiente rettangolare, con un'unica colonna centrale da cui si diramano volte del secolo XIV. Le pareti sono quasi interamente ricoperte da affreschi votivi in gran parte del quattrocento, tutti piuttosto malridotti.
(Achille Sansi)

#### Transetto, lato sinistro
Nel braccio sinistro del transetto si apre la sagrestia, sopra la porta un'iscrizione ricorda che la chiesa fu riconsacrata il 22 ottobre 1634 dal vescovo Lorenzo Castrucci, dopo un lungo periodo di chiusura, probabilmente dovuto ad un restauro.
È un vano rettangolare coperto da volta a botte, un tempo utilizzato dal comune e restituito ai frati minori nel 1964. Sopra l'iscrizione una tela del 1893 di Ludovico Grillotti dal titolo Leopoldo da Gaiche caccia i profanatori; sullo sfondo del dipinto è riconoscibile l'ingresso del Santuario di San Francesco a Monteluco.

Nella parete centrale si trova l'organo costruito nel 1969. A sinistra si apre un ampio oratorio, un tempo di pertinenza del convento, dedicato al culto e alle cerimonie. Al suo interno, nella parete di destra, è appeso il dipinto a tempera su tavola con fondo d'oro lavorato San Pietro Martire con domenicano genuflesso, restaurato nel 1959 e attribuito al Maestro di Fossa.

#### Parete sinistra della navata
Uscendo dal transetto, sulla parete di sinistra è appesa una grande tela del principio del XVII secolo: Madonna con i SS. Domenico, Caterina da Siena, Ponziano, Gregorio di Spoleto, Abbondanza, Pietro Martire, tela del principio del XVII secolo.
A seguire un'altra tela di Francesco Refini Madonna in gloria, i santi Giaginto e Brizio, e le anime purganti.
In basso è visibile un'immagine della Pietà di anonimo quattrocentesco, copiata nel 1839 dal pittore Jean-Auguste-Dominique Ingres, di passaggio a Spoleto, in un disegno ora custodito a Montauban.

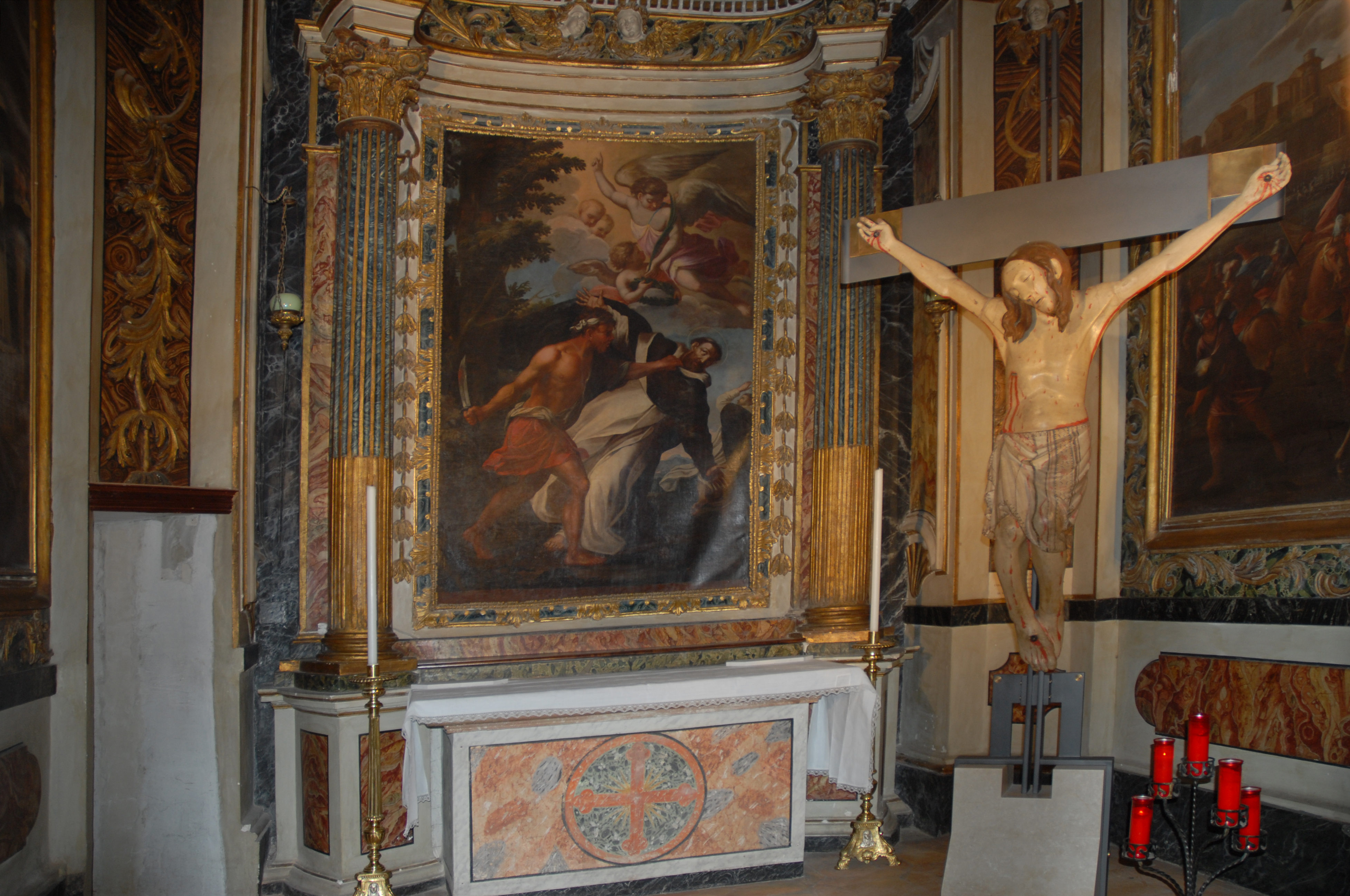
Cappella di San Pietro Martire

Superata la cappella di San Pietro Martire, è visibile un affresco del XV secolo scoperto nel 1984: Vergine con Bambino; accanto dello stesso periodo Comunione di S. Caterina da Siena attribuito a Bartolomeo da Miranda. Più avanti in alto Madonna con San Giacinto, tela della prima metà del XVII secolo, derivata da un quadro di Lavinia Fontana situato nella basilica di Santa Sabina a Roma.

#### Cappella di San Pietro Martire
Venne eretta dal comune nel 1679-80 in luogo di una preesistente cappella dedicata a Pietro da Verona, uno dei primi ospiti del convento, particolarmente venerato dagli spoletini in seguito al suo miracoloso intervento, secondo quanto tramandato dalla tradizione, a favore della vittoria della Chiesa sui ghibellini della città nella battaglia dell'aprile 1391. Alle pareti tele dei primi del XVIII di Maffeo Catelli che raccontano vari episodi della vita del santo: San Pietro Martire predica nella piazza del foro, Il santo appare nella battaglia e sull'altare Martirio del santo. La cappella è molto ornata da stucchi e dorature.
È qui conservato un tamburo di colonna precedentemente collocato nella piazza del foro (l'attuale piazza del Mercato) da dove, secondo la tradizione orale, il santo era solito predicare. Alla pietra sono stati attribuiti poteri terapeutici circa artriti e reumatismi.
Proseguendo verso l'uscita si trova in alto il monumento sepolcrale di Carlo Nini (1692), fratello del cardinale Giacomo Filippo Nini, entrambi legati alla famiglia dei conti Pianciani di Spoleto.